# Bupleurum aequiradiatum
Bupleurum aequiradiatum là một loài thực vật có hoa trong họ Hoa tán. Loài này được (H.Wolff) Snogerup & B.Snogerup mô tả khoa học đầu tiên năm 2001.